# Марчак Микола Макарович
Микола Макарович Марчак (нар. 23 грудня 1903 (5 січня 1904), Залісці, Дунаєвецький район, Хмельницька область — 23 вересня 1938) — радянський і український політичний діяч. Депутат Верховної Ради СРСР 1-го скликання (1937—1938).

## Біографія
Син незаможного селянина. З дитячих років наймитував. У 1915 році закінчив церковнопарафіяльну школу, навчався в шевця. З 1918 до вересня 1922 року — учень семирічної школи в селі Залісцях.
З 1922 по 1923 рік навчався на підготовчих курсах в Кам'янець-Подільському інституті народної освіти.
У 1923—1927 роках працював учителем, директором початкової школи в рідному селі Залісці. У 1924 році вступив до комсомолу. Обирався секретарем комсомольського осередку, агітпропром, членом районного і окружного комітетів ЛКСМУ.
Член ВКП (б) з 1927 року.
У 1927—1928 роках — завідувач культурно-соціального відділу, відповідальний секретар та заступник голови виконавчого комітету Дунаєвецької районної ради в місті Дунаївці на Поділлі.
У 1928—1931 роках навчався в Інституті народного господарства і хіміко-технологічному інституті в Києві.
З 1931 по жовтень 1937 року працював на Харківському тракторному заводі: інженер, завідувач цехового бюро раціоналізації, завідувач сектору технологічних процесів, керівник бюро технічної інформації, старший інженер-конструктор-інструментальник, керівник конструкторської групи, начальник цеху.
У 1932 році без відриву від виробництва закінчив механічний факультет Харківського інженерно-педагогічного інституту.
З 8 жовтня по 2 листопада 1937 року — 1-й заступник народного комісара освіти Української РСР.
2 листопада 1937 — 20 червня 1938 року — заступник голови Ради Народних Комісарів Української РСР. З листопада 1937 року по лютий 1938 року виконував обов'язки голови Ради Народних Комісарів УРСР. Депутат Верховної Ради СРСР 1-го скликання по Київському міському округу.
20 червня 1938 року заарештований. 23 вересня 1938 розстріляний на полігоні «Комунарка» за вироком ВКВС. Реабілітований у 1956 році.